# Alanqa saharica
Alanqa saharica (Ibrahim et al., 2010) è un genere estinto di pterosauro azhdarchide, vissuto nel Cretaceo superiore, circa 95 milioni di anni fa (Cenomaniano), i cui resti fossili sono stati ritrovati nella formazione Kem Kem Beds, nel sud-est del Marocco.
Il nome Alanqa deriva dalla lingua araba, العنقاء al-‘anqā’, che sta a indicare l'uccello mitologico Fenice o il Simurgh della mitologia persiana.

## Scoperta
Aiutati dagli abitanti dei villaggi locali, un team di paleontologi stava facendo ricerche in diverse località nei pressi del Kem Kem Beds dal mese di aprile a novembre. Nel dicembre del 2008, scoprirono alcuni resti pterosauro. Il materiale trovato era frammentario e fu ritrovato nei pressi del villaggio di Begaa a 10 km, a nord-est di Taouz.

## Descrizione

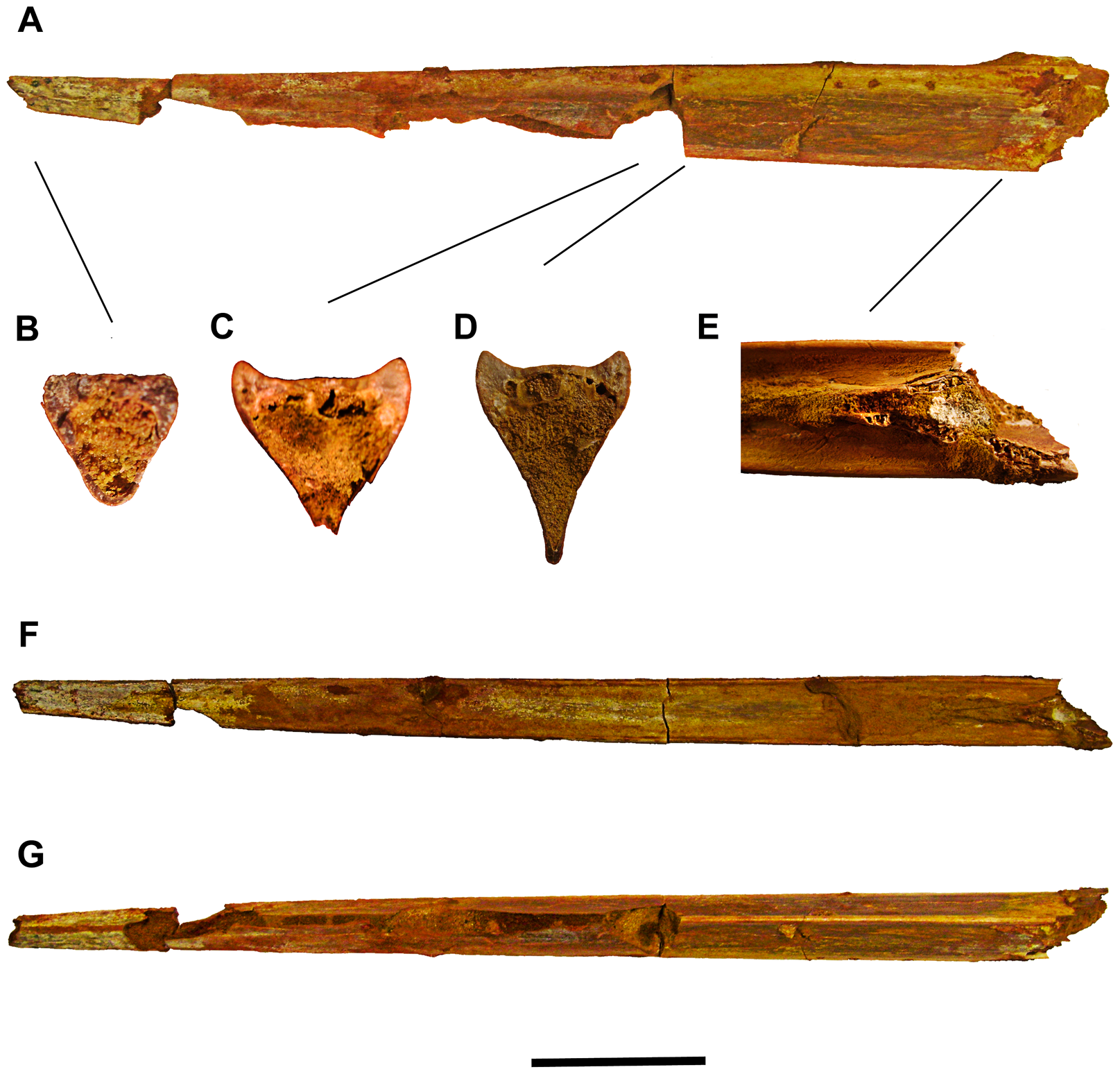
Olotipo della specie (FSAC-KK 26)

Alanqa è conosciuto solo per cinque frammenti ossei della parte anteriore della mascella e della mandibola, e una possibile vertebra del collo, che rappresentano l'olotipo della specie tipo Alanqa saharica. Due di questi frammenti furono descritti nel 1999 da Wellnhofer e Buffetaut, senza però essere riconosciuti. Altri tre ritrovamenti che comprendevano una mascella ben conservata, fu descritta da Ibrahim e colleghi nel 2010.

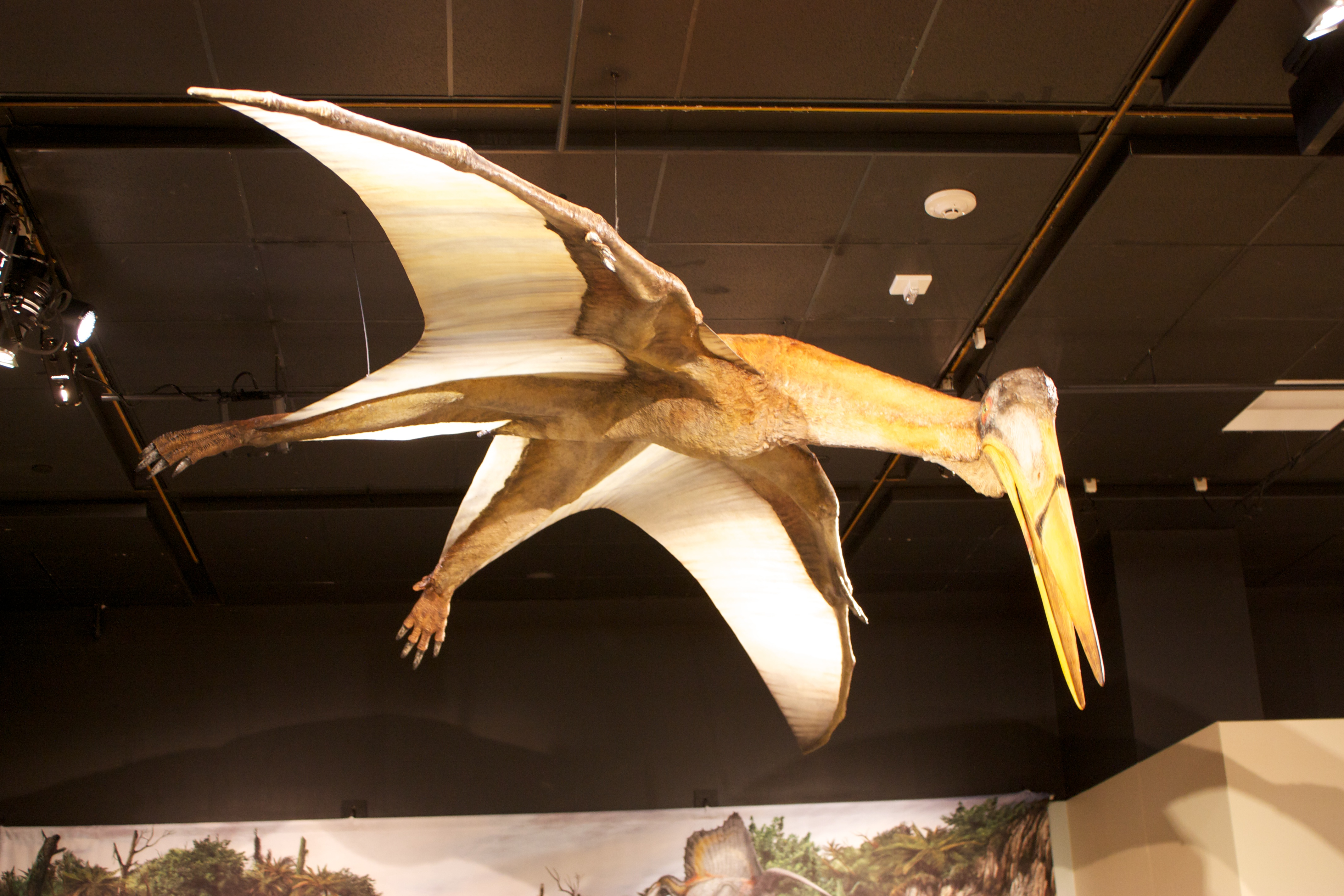
Ricostruzione museale di Alanqa saharica

Le mascelle erano diritte e appuntite, come quelle riscontrabili in Quetzalcoatlus e Zhejiangopterus, così, nonostante inizialmente fosse stato classificato come appartenente alla famiglia Pteranodontidae, oggi è riconosciuto come Azhdarchidae. Sulla base dei pochi resti ritrovati si è stimato che questo animale aveva un'apertura alare di circa 4 metri (circa 13 piedi). Tuttavia, secondo Ibrahim e colleghi, la vertebra ritrovata sembra provenire da un animale più grande, con un'apertura alare di almeno 6 metri (circa 20 piedi).
Nel 2015, è stato descritto un frammento del rostro di uno pterosauro attribuito a cf. Alanqa sulla base della provenienza. Questo frammento presenta due protuberanze ossee dove la mascella occlude, coincidenti con una preminenza su una delle mandibole originali di Alanqa. Una simile struttura non è mai stata ritrovata in nessun altro azhdarchide e in nessun altro pterosauro in generale. Ibrahim e David Martill, gli autori di questa scoperta sostengono che queste bizzarre strutture all'interno del becco dell'animale avessero la funzione di schiacciare i gusci di crostacei e molluschi. Tali invertebrati sono alquanto rari nel Kem Kem, ma in passato Ernst Stromer descrisse un grande banco di ostriche, che sarebbero potuti essere uno dei principali alimenti dell'animale. Secondo questa interpretazione, un rappresentante moderno dell'Alanqa sarebbe l'anastomo africano.
Alanqa è anche uno dei pochi pterosauri di cui si conosca un minimo di ontogenesi: fossili riferibili ad esemplari giovani sono lo stesso olotipo (FSAC-KK 26) ed un altro esemplare (FSAC-KK 4000) che presenta una struttura del becco ritrovabile nel becco dei moderni buceri, probabilmente usata per infilzare le piccole prede o per farle a brandelli, inoltre presentano un becco più corto. Ciò fa supporre che giovani e adulti avevano diete e comportamenti molto diversi, qualcosa che si può osservare anche in altri pterosauri.